# Villa Trento (Dolegnano)

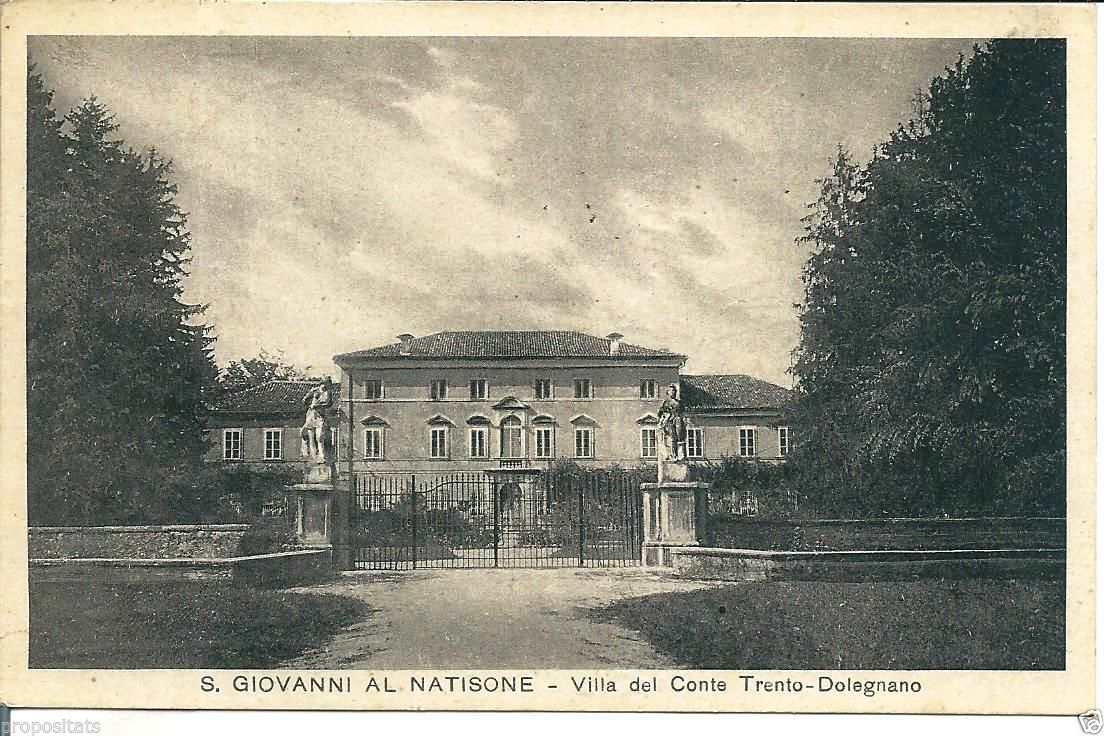
Villa Trento in Dolegnano auf einer alten Postkarte

Die Villa Trento, auch Villa dei Conti Trento genannt, ist ein Landhaus im venezianischen Stil aus dem 18. Jahrhundert in Dolegnano, einem Ortsteil von San Giovanni al Natisone in der italienischen Region Friaul-Julisch Venetien. Die Villa liegt in der Via Abbazia.
Sie gilt als eine der weitläufigsten und imposantesten Landhäuser im Friaul. Dort waren illustre Persönlichkeiten zu Gast, wie Napoleon Bonaparte, Joséphine de Beauharnais, der italienische König Viktor Emanuel III. und die Herzogin Elena d’Aosta. Im Ersten Weltkrieg war dort die Erste Ambulanzabteilung des britischen Roten Kreuzes untergebracht. Diese Villa und die Ereignisse, die dort im Ersten Weltkrieg stattfanden, inspirierten Ernest Hemingway beim Schreiben seines Romans In einem andern Land.

## Geschichte

### Die Ursprünge
Die Familie Trento stammen vermutlich von den Sartorellis aus dem Nonstal ab, genauer von einem gewissen Giovanni, der im 15. Jahrhundert nach Udine zog. Sein Enkel Antonio wurde 1531 in die Liste des Adelsrates der Stadt eingetragen. Im 18. Jahrhundert dehnten die Trentos ihre Macht auf das Gebiet von San Giovanni al Natisone aus. Andrea Trento (1730–1795) erwarb 1791 das Lehen der Maserottas aus Dolegnano und ließ dort sofort ein Landhaus errichten, die eleganteste der Gegend.

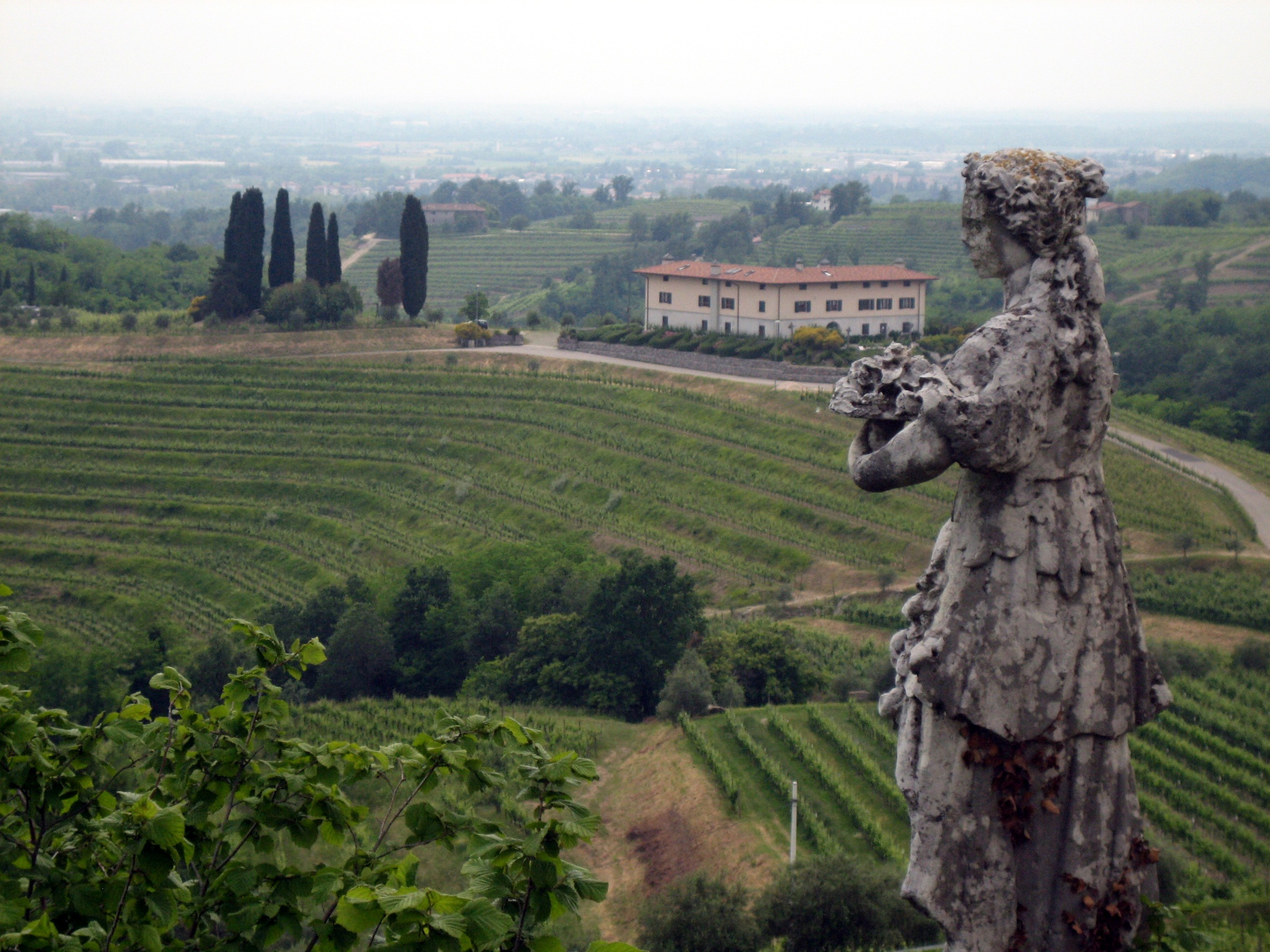
Blick auf die Hügel der Abbazia di Rosazzo hinter der Villa Trento

Antonio Luigi, der Sohn von Andrea, hatte dort Napoleon Bonaparte, dessen Gattin Joséphine de Beauharnais und den General Jean-Baptiste Jules Bernadotte zu Gast. Ein illustrer Name des Hauses ist der von Antonio, dem Enkel von Antonio Luigi, der von Juni 1895 bis 1899 Bürgermeister von Udine war. Dieser war Mitglied der Società Agraria Friulana (dt.: Agrargesellschaft des Friaul) und unterstützte den Bau der Brücke über den Natisone in Manzano im Jahre 1878. Er heiratete die Markgräfin Carolina Cavalli Cappello und kaufte den luxuriösen Palazzo Soranzo Cappello in Venedig, der bis 1989 in Händen der Familie blieb und heute Sitz der Soprintendenza Archeologia, Belle Arti e Paesaggio der Metropolstadt Venedig und der Provinzen Belluno, Treviso und Padua ist.
Ein guter Teil des Geländes von Dolegnano und der Hügel von Rosazzo hinter dem Landhaus waren in Besitz der Grafen Trento und der größte Teil der Bewohner waren bis in die 1960er-Jahre ihre Pächter. Viele waren in der Villa als Bauern, Gemüsehändler, Chauffeure, Köche, Kellermeister oder Dienstboten beschäftigt.

### Im Ersten Weltkrieg

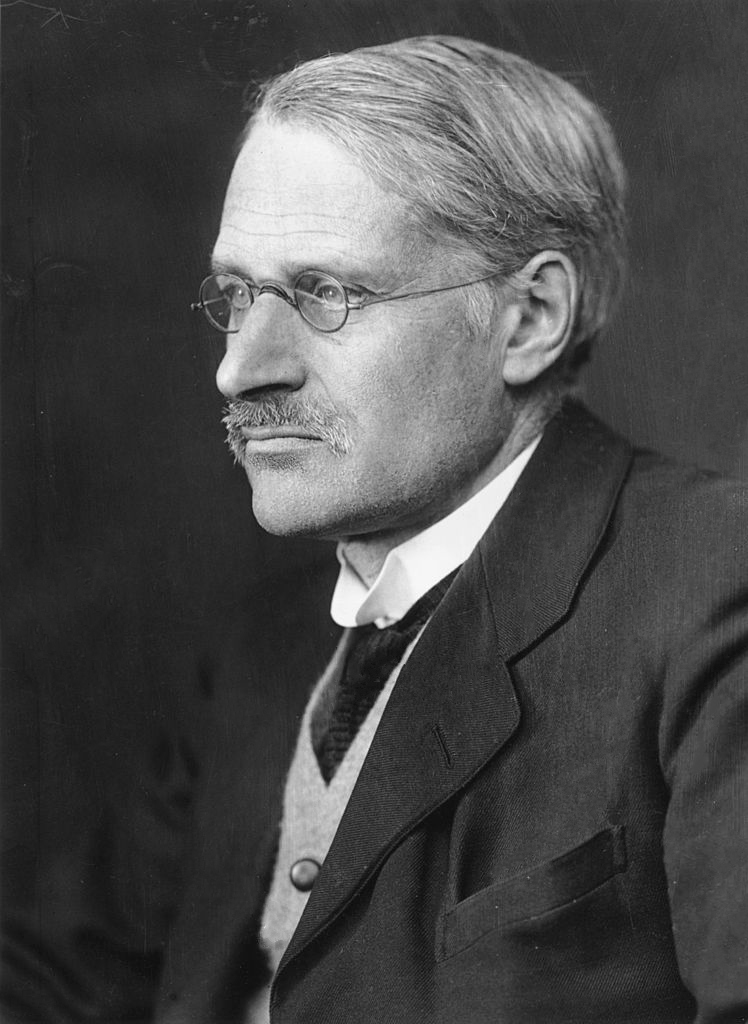
George Macaulay Trevelyan

#### Erste Ambulanzabteilung des britischen Roten Kreuzes
Mit dem Eintritt Italiens in den Ersten Weltkrieg befand sich San Giovanni di Manzano (heute San Giovanni al Natisone), das auch Corno di Rosazzo umfasste, in der Nähe der Front. Wegen seiner Nähe zur Front, seiner imposanten Gebäude und seiner Lage an der Hauptstraße von Udine nach Görz wurde die Villa Trento als Sitz der Ersten Ambulanzabteilung des britischen Roten Kreuzes ausgewählt. Die Gründung dieses Lazaretts geht auf eine Gruppe von Freiwilligen aus England zurück: Kriegsdienstverweigerer, Quäker und für den Militärdienst Ungeeignete. Das Projekt wurde von den Vertretern der italienischen Regierung und des Britischen Roten Kreuzes in Rom im Juli 1915 genehmigt, finanziert und verwaltet vom Comitato Britannico di aiuto dei feriti italiani (dt.: Britisches Komitee zur Hilfe für italienische Verwundete). Projektleiter und Direktor der Ersten Ambulanzabteilung in der Villa Trento war der britische Geschichtswissenschaftler und Professor am Trinity College in Cambridge, George Macaulay Trevelyan, der in seinem Buch Scenes from Italy’s War seine Erfahrungen in der Villa Trento beschrieb.

#### Das Personal
Das Personal tat Dienst in der VI. Armee, die von George Macaulay Trevelyan geführt wurde. Als medizinischer Direktor für das Lazarett wurde George Shelby Brock, Arzt bei der britischen Botschaft in Rom, gerufen, ab August 1916 unterstützt vom Chirurgen Alexander Ogston, Dozent an der Universität Aberdeen und bekannt durch seine Entdeckung des Staphylococcus aureus. Ein weiterer, relevanter Name ist der von Thomas Ashby, Archäologe und Direktor der British School at Rome, der sich dort um die Leitung der Ambulanz kümmerte und ein fotografisches Archiv zur Dokumentation der Vorgänge in der Villa anlegte. In der Ersten Ambulanzabteilung war auch Philip Noel-Baker beschäftigt, der einzige Mensch auf der Welt, der sowohl eine olympische Medaille als auch den Friedensnobelpreis gewonnen hatte, ebenso wie Victor Silvester, der später Tänzer und Fernsehmoderator wurde. Zum Personal gehörten 45 Mitarbeiter, die vorwiegend aus dem Vereinigten Königreich und seinen Kolonien kamen. Diesen wurden drei Ärzte zur Seite gestellt, ein Apothekenoffizier und ein italienischer Militärseelsorger. Die Wäscherei- und Küchenangestellten dagegen waren Bewohner aus der Gegend.

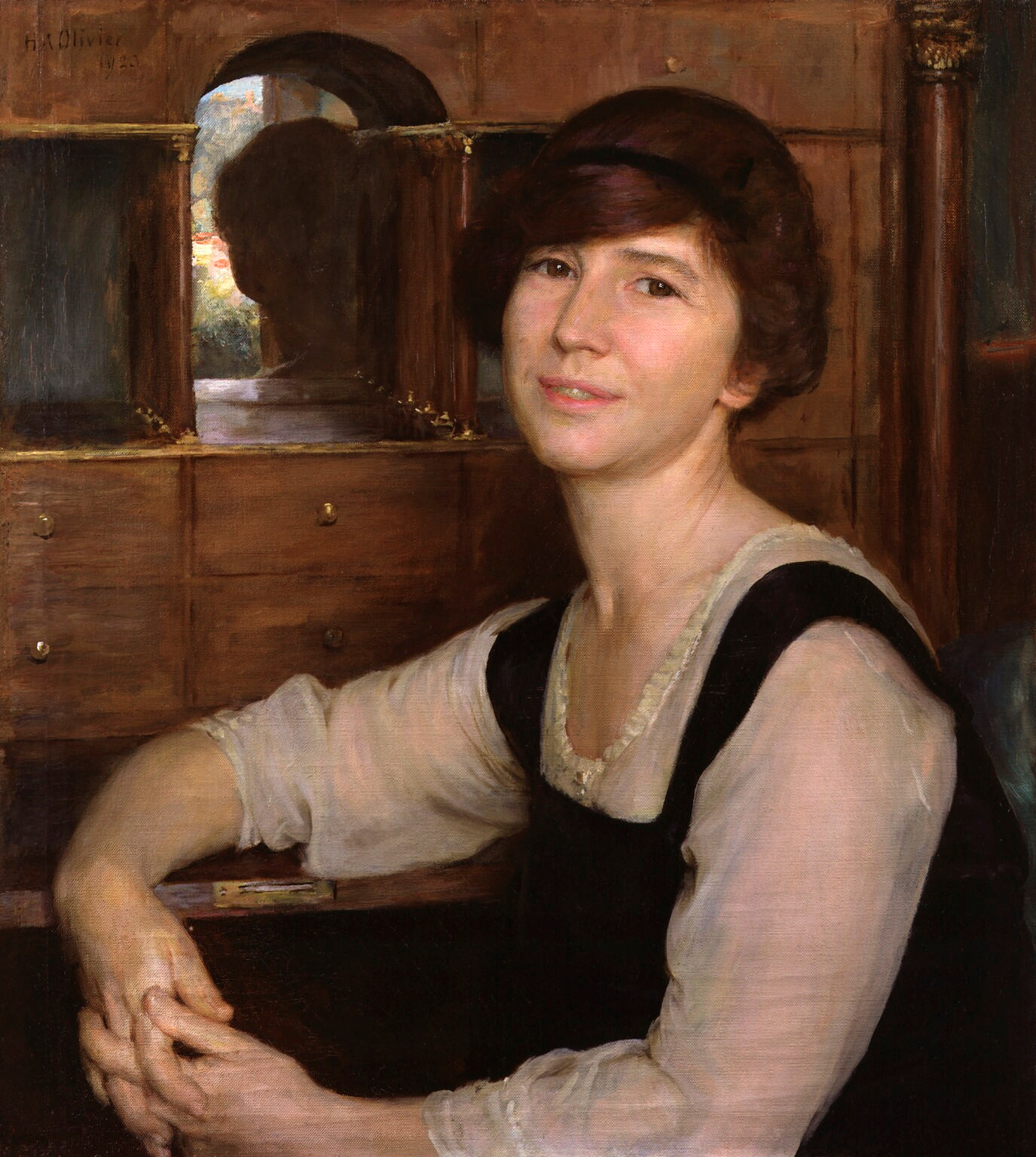
Freya Stark

Eine prominente Rolle spielten die ehrenamtlichen Krankenschwestern, die V.A.D. (Voluntary Aid Detachment) genannt wurden. Das britische freiwillige weibliche Hilfscorps war vor Ausbruch des Krieges geschaffen worden. In der Villa Trento arbeitete eine Krankenschwester, die später ziemlich berühmt wurde: Freya Stark, Schriftstellerin und Erforscherin des Nahen Ostens. Dank ihres Tagebuches kennen wir die Lebens- und Arbeitsumstände in den Krankenstationen in der Villa Trento.

#### Die Ambulanzen und das Lazarett
Die Stiftung bestand aus 20 Ambulanzen, die vom oberen Isonzo bis zur Gegend um Görz im Einsatz waren und Kranke und Verletzte zu den Lazaretten in Cormons und in der Villa Trento transportierten. 177.522 Transporte wurden durchgeführt und dafür 1.319.316 km zurückgelegt. Der Chirurg, Alexander Ogston, lobte die Anpassung der Räume an die Notwendigkeiten eines Lazaretts und die Exzellenz einiger Abteilungen. Unter den vielen Stiftungen sticht ein Röntgengerät hervor, für das er ein spezielles Gebäude errichten ließ. Die Innenräume der Villa wurden in drei große Pavillons umgewandelt, die bis zu 180 Betten aufnahmen. Die Abteilung „Aosta“ hatte 36 Betten, im Pavillon „Garibaldi“ wurden die schweren Fälle versorgt, während im Pavillon „Vittorio“ die Kranken in Isolation untergebracht wurden. In anderen Räumen gab es einen chirurgischen Saal, einen für Medikation, eine Apotheke und den schon erwähnten Röntgensaal. Draußen wurden die Nebengebäude in ein Depot für die Autos, eine Remise für die Ambulanzfahrzeuge und eine mechanische Werkstatt umgewandelt. Es gab auch eine ambulante Abteilung, wo die Soldaten täglich hingehen konnten, um sich von einem italienischen Arzt behandeln zu lassen.
Die Anzahl der Patienten im Lazarett konnte von 20 oder 30, wenn die Kämpfe gerade ruhten, bis zu 200 während der Hauptoffensiven variieren. Die Abteilungen waren nicht ausreichend, um alle dort zu behandeln, also wurden einige Kranke auch im Park oder unter den Vordächern untergebracht. In der Villa Trento wurden insgesamt 3000 Soldaten behandelt und 2000 chirurgische Eingriffe durchgeführt. Die Patienten empfanden den Aufenthalt in diesem Lazarett im Allgemeinen als sehr gut, sodass einige bei ihrer Entlassung „ihre Stimmen erhoben und weinten“.

#### Freizeit und Besuche
Das Lazarett war nicht nur ein Ort der Heilung. Während den Pausen und in den ruhigeren Zeiten kam das Personal im Salon in der Mitte zusammen, um zu spielen, zu malen, Gedichte zu lesen und Theaterstücke zu inszenieren. Der kulturelle Eifer war groß, wenn man an die großen Persönlichkeiten denkt, die in dieser Belegschaft arbeiteten, und die Atmosphäre war so angenehm, dass die Villa Trento von einigen Besuchern als „eine Oase der Ruhe und Kultur“ beschrieben wurde. Im Sommer pflegte das Personal seine Freizeit im Park zu verbringen, wobei „Tea Parties“ organisiert wurden und man über die Ereignisse des Tages sprach. Hier wurden Gottesdienste abgehalten, an denen auch die Dorfbewohner teilnahmen. Eine besondere Gelegenheit war Weihnachten, wenn das Personal Musicals und Konzerte aufführte, ein Fest für die Kinder des Ortes organisiert und ein gigantischer Weihnachtsbaum aufgestellt wurde, der erste, den man in diesem Dorf sah.
Während des Krieges waren in dem Landhaus viele bekannte Persönlichkeiten untergebracht. Häufig waren die Besuche der Herzogin Elena d’Aosta, der Generalinspekteurin der freiwilligen Krankenschwestern beim italienischen Roten Kreuz, die die Sauberkeit, die Organisation und vor allen Dingen das Essen in der Villa Trento lobte, das in Qualität und Menge jedem italienischen Militärkrankenhaus überlegen war. Weitere außergewöhnliche Besucher waren der General Luigi Capello, Kommandant der II. Armee, und der Herzog Emanuel Philibert von Savoyen-Aosta, Kommandant der III. Armee, aber die illusterste Persönlichkeit der Zeit, der diese Schwelle überschritt, war König Viktor Emanuel III. mit seiner Gattin, Elena von Montenegro.

#### Die Flucht von Caporetto
Am 24. Oktober 1917, nach dem Durchbruch der Front bei Caporetto, begann die Prozession der italienischen Soldaten, Ambulanzen und Zivilpersonen vor der Villa, die an der direkten Straße nach Udine lag. Die britischen Sektionen aus dem Raum Görz wurden aufgelöst und die englischen Freiwilligen sammelten sich an der Villa Trento. So erteilte George Macaulay Trevelyan den Evakuierungsbefehl für die Fahrer und die Krankenschwestern, aber auch der Rest des Personals war gezwungen, am nächsten Morgen, nach der Explosion eines Patronenlagers, zu fliehen und sich nach Padua zurückzuziehen. Sofort wurden die Krankenschwestern ins Vereinigte Königreich zurückgebracht, während George Macaulay Trevelyan die Erste Ambulanzabteilung in Mantua reorganisierte, die später nach Abano verlegt und dann auf Schio und die untere Piave aufgeteilt wurde.
Während der Flucht von Caporetto nahmen die österreichisch-ungarischen Truppen Dolegnano ein und plünderten viele Wohnhäuser, darunter auch das Landhaus. Am 6. November 1918 kehrte George Macaulay Trevelyan in die Villa Trento zurück, die nicht wiederzuerkennen war: Müll und Essensreste waren von den Soldaten zurückgelassen worden und in den Außenbereichen lagen fünf österreichische Kanonen.

### Rest des 20. Jahrhunderts
In den 1920er-Jahren kümmerten sich die beiden Erben der Grafen Trento, Carlo (1867–1938) und Francesco (1883–1956) um das Landgut der Familie und beschäftigten sich hauptsächlich mit der Herstellung von edlen Weinen und deren Verkauf. Darüber hinaus wurde in dieser Zeit in der Villa Trento eine Destillerie für die Herstellung von Grappa und Cognac eröffnet. Francesco heiratete 1924 Paola Slokar aus Görz und aus dieser Ehe gingen die Kinder Carolina (1925–1984) und Antonio (1926–1968, Bauingenieur) hervor. 1968 verband sich Antonio mit der Gräfin Sigrid Hensel, woraus die letzte Erbin der Familie, Marina, entstand.
Im Zweiten Weltkrieg war in der Villa Trento ein deutsches Kommando untergebracht. Im Krieg erlitten die Bäume des Parks und die Innenräume des Landhauses schwere Schäden und das Landhaus wurde geplündert. Einige Möbel wurden zerstört, ebenso wie Teile des Archivs und eine Sammlung von 150 Kunstwerken. Auch die Privatkapelle, die für Gottesdienste genutzt wurde, wurde beschädigt, zusammen mit der Glocke, die das Ende der Arbeitszeit angekündigt hatte.
Die Villa Trento wurde per Dekret vom 6. Oktober 1986 vom MiBAC übernommen. Heute ist sie im Eigentum der Familie Trento und dient Wohnzwecken.

## Beschreibung

### Die Fassaden
Der mittlere Baukörper mit drei Stockwerken ist asymmetrisch von zwei Flügeln gleicher Länge mit zwei Stockwerken umgeben, die den Ehrenhof einschließen. Der mittlere Baukörper hat einen rechteckigen Grundriss und ein Walmdach. Die Fenster zeigen Architrave, Tympana und Lünetten. An der Fassade im ersten Obergeschoss gibt es eine Fenstertüre mit Balustrade und einem Rundbogen darüber.
Der Ehrenhof ist nach vorne von einem Graben und einer niedrigen Mauer begrenzt. Dort öffnet sich ein Portal, an dessen Seiten sich zwei Statuen aus dem 18. Jahrhundert erheben. Im Hof befinden sich ein Fischteich, ein kreisrunder Brunnen, ein kleiner See und künstlich angelegte Kanäle. Im Park erheben sich verschiedene Anbauten und Nebengebäude, darunter eine Privatkapelle, ein Keller und eine Destillerie, die nicht mehr in Gebrauch ist.
Auf der Rückseite liegt ein enorm großer Park, der bis an den Fuß der Hügel reicht; er war einst von Kieswegen durchzogen und von riesigen Kiefern und Haselnussbäumen geziert. Über der Hauptstraße liegt ein weiteres Anwesen der Grafen Trento, die sogenannte Braide siarade (dt.: Geflochtene Siarade), also ein Obstgarten, der durch eine hohe Mauer mit Zinnen abgeschlossen ist. Dort wurden Obstbäume, Weizen, Weinreben und Gemüse angebaut. In den letzten Jahrzehnten ist um das Landhaus ein dichter Wald gewachsen, der den Blick auf die Straße versperrt.

### Die Innenräume
Der Komplex hat 40 Zimmer und eine Wohnfläche von etwa 1700 m². Das Herz des Wohnhauses ist der mittlere Salon, umgeben von vier kleineren Salons. Darüber hinaus gibt es auf jeder Seite einen weiteren Salon, flankiert von ein paar Zimmern. Der mittlere Salon ist mit Stuck und Fresken dekoriert, die idealisierte Panoramen in klassizistischem Stil zeigen. Es gab auch eine bedeutende Gemäldesammlung mit über fünfzig Gemälden diverser Schulen vom 16. bis zum 20. Jahrhundert, Familienporträts und eine bemerkenswerte Sammlung von Drucken in Schwarz/Weiß und in Farbe. Ein weiterer Raum von Belang ist der kleine Wintersalon, der einen eleganten, kleinen, offenen Kamin, einen großen Spiegel aus dem 19. Jahrhundert und wertvolle Möbel beherbergt.
Die Villa gilt als „eine der bedeutendsten Zeugnisse in der Gegend für eine Villa in venezianischem Stil aus dem frühen 18. Jahrhundert“.

## Die Villa Trento in der Literatur

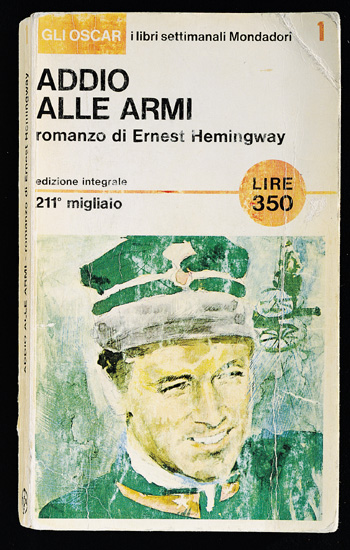
Cover der italienischen Ausgabe von Addio alle armi (dt.: In einem anderen Land).

Der Ereignisse während des Ersten Weltkrieges in der Villa Trento wurden zur Inspirationsquelle für den Roman In einem anderen Land von Ernest Hemingway, den dieser 1929 geschrieben hat und der 1946 ins Italienische übersetzt wurde. Die Handlung im Anfangsteil des Buches hat in Friaul stattgefunden, bis zum Rückzug aus Caporetto. Damals befand sich Hemingway wieder in den USA, kam aber im Juni 1918 als Krankenwagenfahrer des US-amerikanischen Roten Kreuzes an der italienischen Front in der Gegend um Schio an. Genau dorthin wurde die erste Ambulanzabteilung des britischen Roten Kreuzes unter der Leitung von George Macaulay Trevelyan verlegt. Durch seinem Bericht ließ sich Hemingway zu vielen Details von In einem anderen Land inspirieren. Insbesondere das Landhaus, in dem das englische Lazarett untergebracht war, in dem Catherine Berkeley, in die sich der Protagonist verliebt, arbeitete, kann als die Villa Trento identifiziert werden, wie sie von Trevellyan beschrieben wurde.
Im Juni 1986 wurden bei der zweiten internationalen Konferenz der Hemingway Society in der Villa Trento einige Pavillons des britischen Roten Kreuzes aufgestellt. Diese war bisher die letzte öffentliche Veranstaltung, die in diesem Gebäude stattfand.